# Mitsubishi Eclipse
El Mitsubishi Eclipse es un automóvil deportivo producido por el fabricante japonés Mitsubishi Motors entre 1989 y 2011.
Ha pasado por cuatro distintas generaciones. Las dos primeras están relacionadas de manera cercana y comparten varias partes, mientras que la tercera generación está basada en una nueva plataforma y la mayoría de sus componentes son distintos a los Eclipses de primera y segunda generación. La cuarta generación fue puesta a la venta en junio de 2005.

## Primera generación (1989–1994)

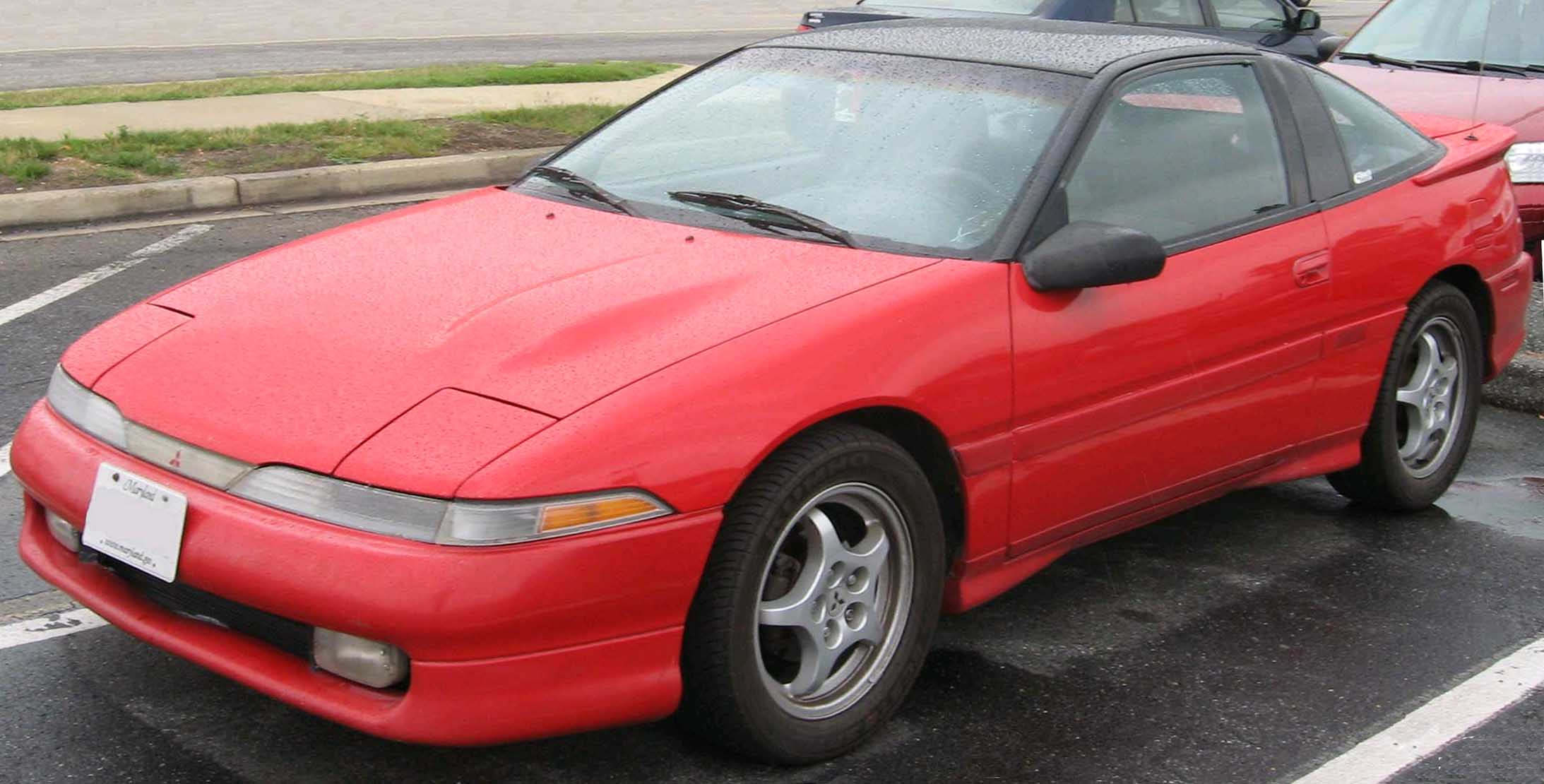
Modelo 1990-1991

La primera generación del fue comercializada como un cupé deportivo con cuatro cilindros. Cuatro niveles de equipamiento estuvieron disponibles: los tres primeros con tracción delantera y el superior con tracción total. El nivel de equipamiento de la opción superior tenía motores con turbocompresor.
Los motores son de gasolina de cuatro cilindros en línea. El 4G63 está compuesto por un bloque de hierro y cabezas de aluminio. También está equipado con ejes de equilibrio para un funcionamiento más suave. La versión turbo del 4G63, comúnmente llamada 4G63T, estaba calibrada con una relación de compresión menor de 7.8:1 contra 9.0:1 en la versión naturalmente aspirada, con pulverizadores de aceite debajo de los pistones, a fin de soportar de mejor manera la tensión y el calor adicional provocados por la inducción forzada.
Experimentó cambios menores durante su producción: los modelos de 1992–1994 tienen una lámina metálica distinta y son fácilmente distinguibles de los modelos previos. Fue rediseñado en 1995, dando inicio a la segunda generación.[cita requerida]

### Niveles de equipamiento
Estuvo disponible en cuatro niveles de equipamiento durante su primera generación. Los modelos con tracción total no estuvieron disponibles, sino hasta la mitad del primer año de producción.
- Eclipse: modelo base de tracción delantera equipado con un motor SOHC 8 válvulas naturalmente aspirado 4G37 de 1755 cm³ (1,8 L; 107,1 plg³) con 92 HP (93 CV; 69 kW).
- Eclipse GS: modelo de tracción delantera mejorado y con un equipamiento ligeramente más alto, con el mismo motor SOHC que el anterior.
- Eclipse GS DOHC: modelo mejorado, equipado con un motor DOHC 16 válvulas naturalmente aspirado de 1997 cm³ (2 L; 121,9 plg³) con 135 HP (137 CV; 101 kW).
- Eclipse GS DOHC AWD: modelo de tracción total mejorado, equipado con un motor DOHC 16 válvulas naturalmente aspirado 4G63 de 1997 cm³ (2 L; 121,9 plg³) con 150 HP (152 CV; 112 kW).
- Eclipse GS Turbo: modelo mejorado, equipado con un motor DOHC 16 válvulas turbo 4G63T de 1997 cm³ (2 L; 121,9 plg³) con 180 a 195 HP (182 a 198 CV) (134 a 145 kW).
- Eclipse GSX: modelo de tope de gama con tracción total, equipado con un motor DOHC 16 válvulas turbo 4G63T de 1997 cm³ (2 L; 121,9 plg³) con 180 a 195 HP (182 a 198 CV) (134 a 145 kW).

La potencia de los modelos turbo de 1990 con transmisión manual fue estimada en 190 HP (193 CV; 142 kW), mientras que los modelos de 1991 y posteriores, fueron estimados en 195 HP (198 CV; 145 kW). Los modelos con transmisión automática fueron estimados en 145 HP (147 CV; 108 kW), esto debido a que tenían inyectores y turbocompresor más pequeños.
Los modelos DSM de 1990-1994 no integraban el motor 420A, el cual no fue utilizado sino hasta la segunda generación.
Estos modelos variaron significativamente en transmisiones, opcionales y apariencia. El GSX, por ejemplo, fue vendido con diferente revestimiento de plástico en la carrocería, respecto al Eclipse básico.

### Transmisión
El diseño básico de la transmisión de un Eclipse es un motor montado transversalmente tipo 4G37 o 4G63, de cuatro cilindros encontrándose una transmisión automática en el lado izquierdo del vehículo o una transmisión manual en el lado derecho. Los modelos con tracción a las cuatro ruedas tienen una transmisión distinta, la cual incluye un diferencial autoblocante central y un eje de salida para una caja de transferencia, que impulsa el diferencial trasero, también disponible como autoblocante y semiejes.
Existía también una diferencia en todos los modelos con tracción total respecto al eje posterior, ya que los vehículos desde 1990 hasta inicios de 1992 tienen tres tornillos sujetando el eje al buje del rin. Los modelos de finales de 1992 a 1999 tienen ejes de mayor diámetro y se sujetan al buje con copas de eje de cuatro tornillos más grandes.[cita requerida]

### Premios
El Eclipse Turbo estuvo en la "Lista de los diez mejores automóviles" de la revista estadounidense Car and Driver desde 1989 hasta 1992, ganándole el puesto al Golf GTI en su mejor versión.[cita requerida]

## Segunda generación (1995-1999)

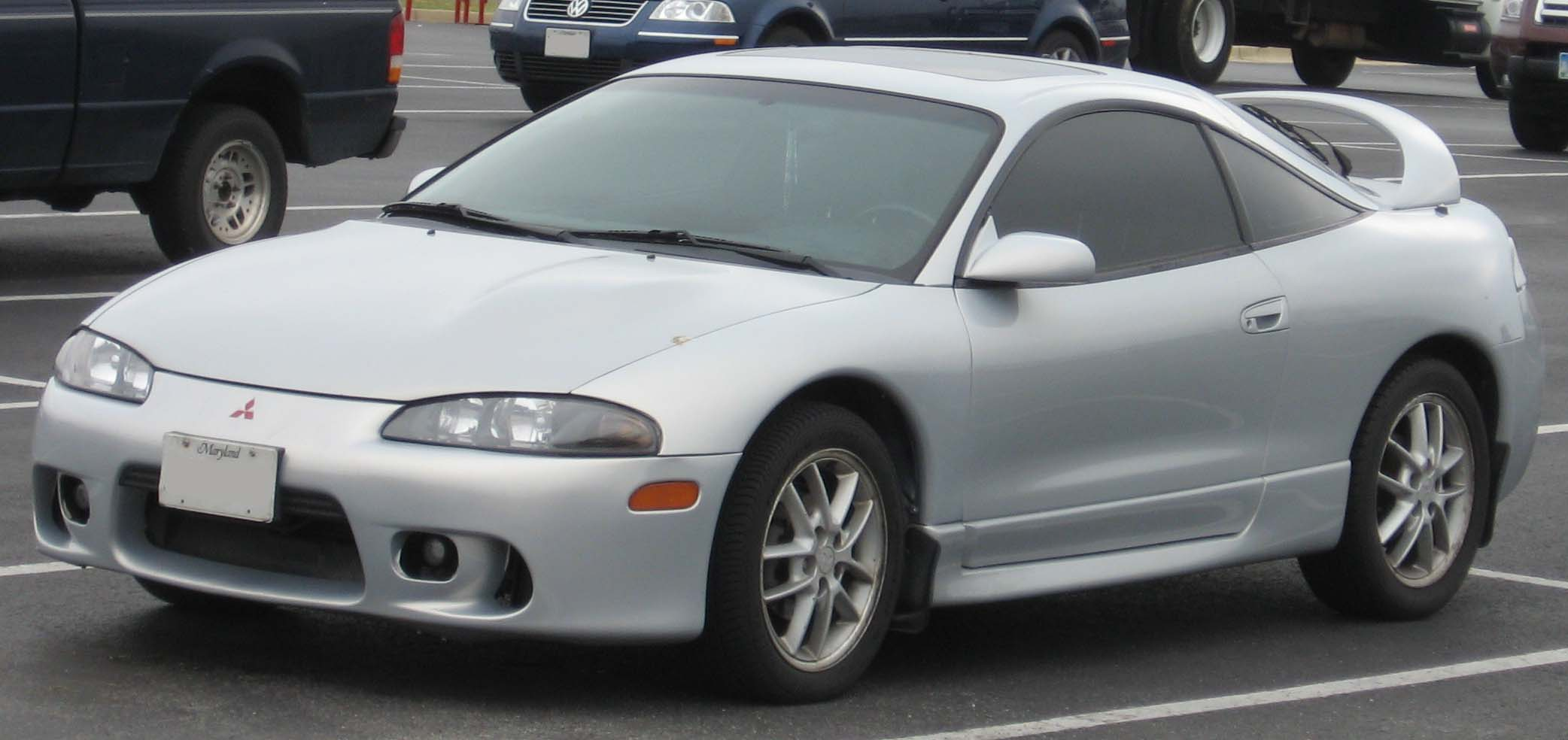
Modelo rediseñado (1997-1999)

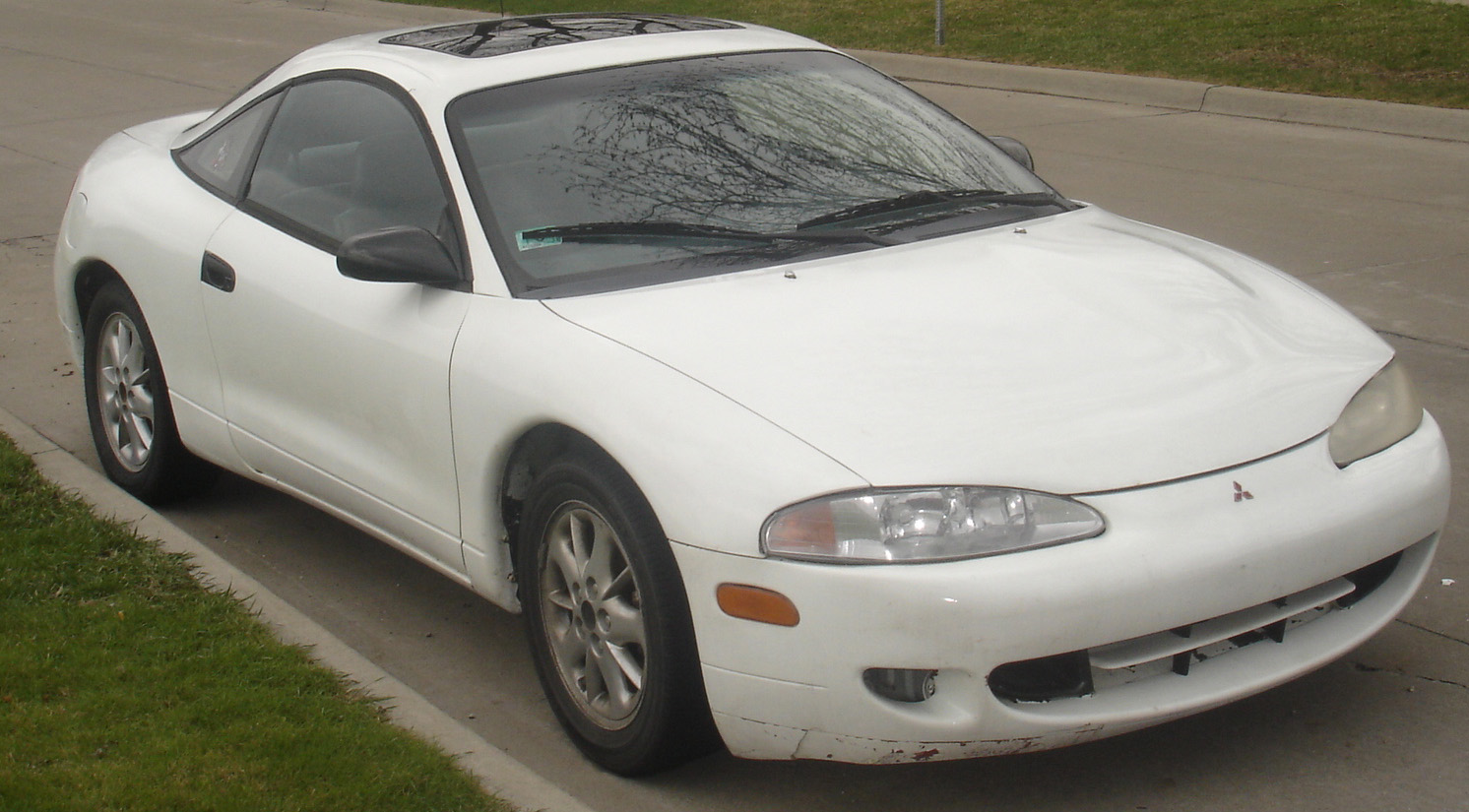
Modelo pre-rediseño (1995-1997)

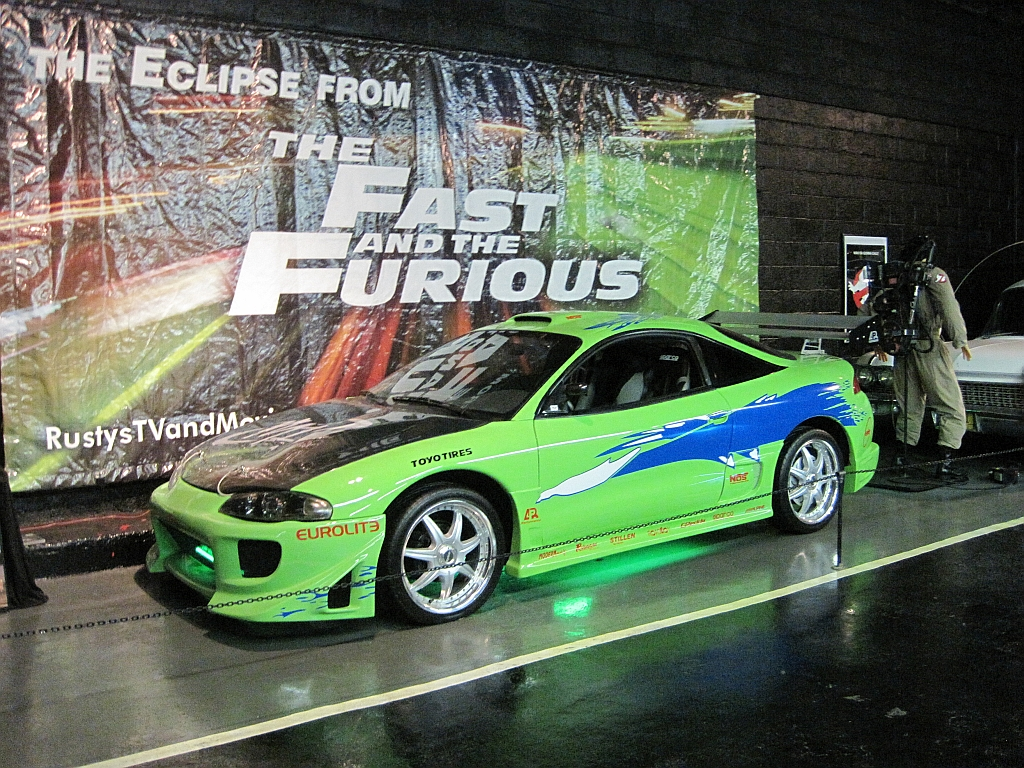
Modelo que apareció en The Fast and The Furious en el Museo de coches de TV y cine en Jackson (Tennessee)

La segunda generación mantuvo el objetivo de mercado de la primera, pero tuvo un importante rediseño y tenía diferentes motores en sus versiones. Aparte de las versiones de cupé, también fue introducida una variable descapotable, serie que salió a la luz como versión Spyder a mitad de 1995. 
El motor naturalmente aspirado era una versión del motor del Chrysler Neon fabricado por Chrysler, que era distribuido y montado en las instalaciones de Diamond Star Motors.

### Niveles de equipamiento
Este Eclipse estuvo disponible en siete niveles de equipamiento: Base de 1996, RS, GS, GS Spyder, GS-T, GS-T Spyder y GSX.
- Básico, RS y GS de tracción delantera equipado con un motor Chrysler 420A DOHC 16 válvulas de 1996 cm³ (2 L; 121,8 plg³) con 140 HP (142 CV; 104 kW).
- GS Spyder de tracción delantera equipado con un motor Mitsubishi Sirius 4G64 SOHC 16 válvulas de 2351 cm³ (2,4 L; 143,5 plg³) con 141 HP (143 CV; 105 kW).[3]
- GS-T de tracción delantera equipado con un motor Mitsubishi Sirius 4G63 turbo DOHC 16 válvulas de 1997 cm³ (2 L; 121,9 plg³) con 210 HP (213 CV; 157 kW).[4]
- GSX automático de tracción total equipado con el mismo motor que el anterior, pero con 205 HP (208 CV; 153 kW).[5]

Los modelos ofrecidos tuvieron diferentes niveles de equipamiento:
- Básico - Sin tacómetro, antena de serie, sin desempañador, sin faros antiniebla, rines de 14 pulgadas (35,6 cm) con copas.
- RS - Tacómetro, ruedas de aleación de 14 pulgadas (35,6 cm), spoiler opcional.
- GS / GS Spyder - antena, faros antiniebla, control de crucero adaptativo, manijas y retrovisores del color de la carrocería, rines de aleación de 16 pulgadas (40,6 cm), faldones laterales, spoiler, desempañador trasero, incluido también en el Spyder.
- GS-T - ruedas de aleación de 16 pulgadas (40,6 cm) de 5 rayos, spoiler largo, solamente entre 1997 y 1999.
- GS-T Spyder - rines de aleación de 16 pulgadas (40,6 cm) con 5 rayos.
- GSX - rines de 17 pulgadas (43,2 cm) después de 1997,[4] mientras que los anteriores de 1995–96 tenían rines de 16 pulgadas (40,6 cm) y spoiler largo solamente en 1997–99.

Hubo un pequeño cambio de estilo, desde el modelo de 1997, ya que el frente fue menos "clásico" en su lugar fue más "agresivo", con un cambio en la abertura del radiador. Los faros delanteros fueron ligeramente cambiados, adquiriendo una coloración oscura en las áreas internas. Los faros antiniebla fueron más pequeños y redondos. La defensa trasera fue cambiada, las calaveras fueron movidas a los lados, desde su posición central original. Presumiblemente para reducir esa vista "pesada" de la parte trasera del coche. Aparte de la defensa trasera, también se cambió el spoiler, dando así a uno más alto y agresivo.
El Talon estuvo disponible en cuatro niveles de equipamiento: Básico, ESi equivalente al Eclipse RS & GS, TSi equivalente a Eclipse GS-T y TSi AWD equivalente a Eclipse GSX. El Eagle Talon vio el fin de su producción hasta 1998 cuando Eagle se quedó fuera del negocio.
Estuvieron presentes alteraciones similares en el estilo del Talon como lo fue para el Eclipse.
Hubo una versión especial de la segunda generación vendida en algunos países de Europa. Usaba un motor Mitsubishi Sirius 4G63 naturalmente aspirado, similar al que estuvo en la primera generación, con espejos retrovisores especiales y direccionales traseras de color amarillo.

### Motorizaciones
La línea de motores básicos era un cuatro cilindros Chrysler 420A montado transversalmente, Mitsubishi Sirius 4G64, o bien, Mitsubishi Sirius 4G63. Los motores Mitsubishi estuvieron montados en la misma dirección que los de la primera generación. Los modelos con el 420A tenían el motor montado en la parte derecha del coche y más lejos del chasis. Los modelos AWD tenían una transmisión similar a los de la primera generación.
Todos tienen bloque de hierro con aluminio en las cabezas de los cilindros. Los motores Mitsubishi Sirius 4G63 y 4G64 mantienen un balance en los ejes para una operación más suave, mientras que los 420A no lo hacen. Los motores turbo incrementaron el ratio de compresión de 7.8:1 a 8.5:1 y turbos más pequeños: un Garrett T25 del Mitsubishi TD05-14B.

## Tercera generación (2000–2005)

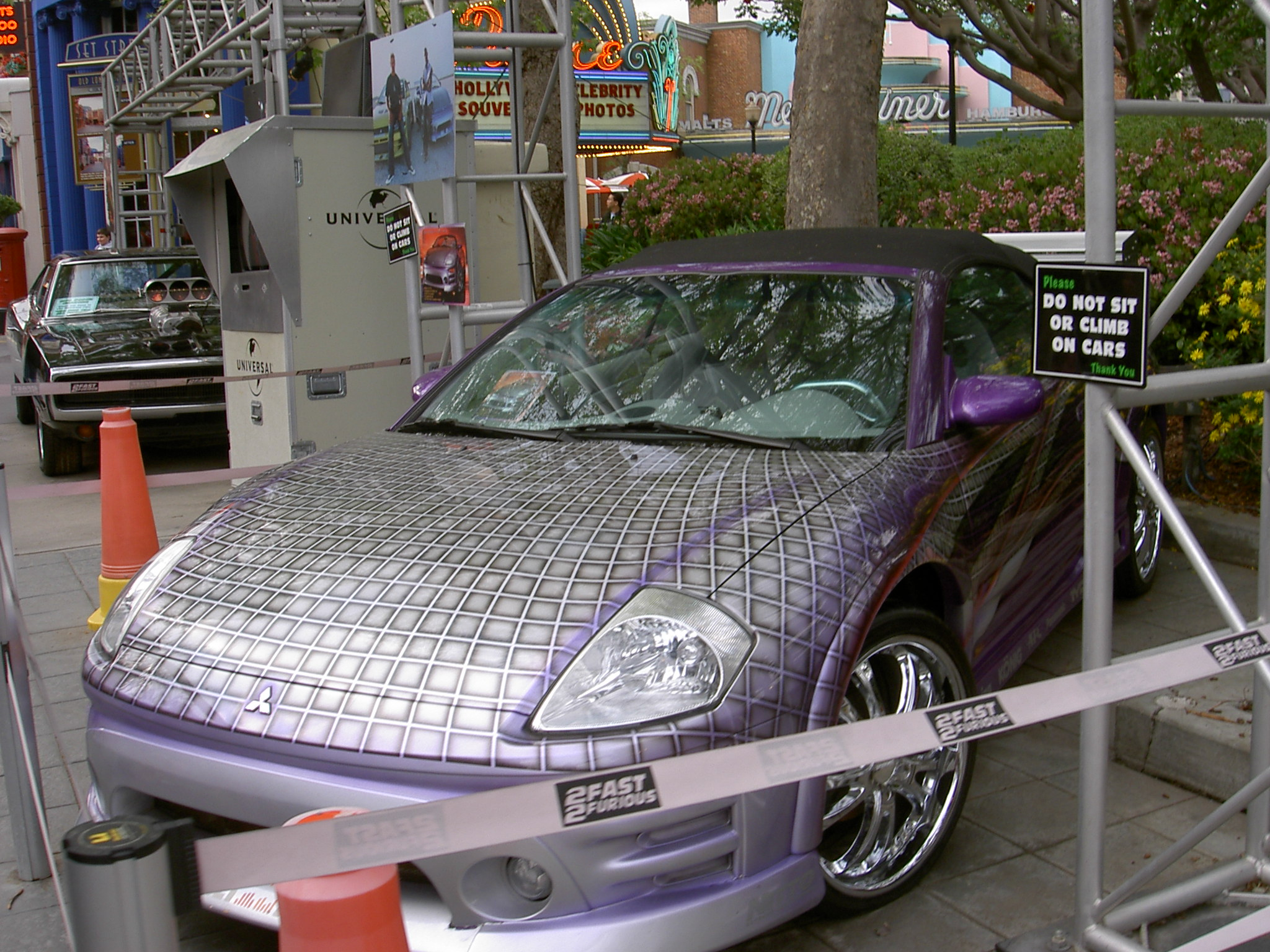
Versión Spyder que apareció en 2 Fast 2 Furious

### Niveles de equipamiento
Estaba disponible en siete niveles de equipamiento: RS, GS, GS Spyder, GT, GT Spyder, GTS y GTS Spyder. El modelo GTS fue introducido en 2003. En ese mismo año también se presentó un prototipo eléctrico, aunque previamente en 2001, otro prototipo había hecho pruebas en el circuito de la región de Shikoku.
- GS base equipado con un Mitsubishi Sirius 4G64 SOHC 16 válvulas de 2351 cm³ (2,4 L; 143,5 plg³) con 154 HP (156 CV; 115 kW).[8]

- GT equipado con un Mitsubishi 6G72 SOHC 24 válvulas de 2972 cm³ (3 L; 181,4 plg³) con 205 HP (208 CV; 153 kW).[8]

- GTS equipado con un motor V6 SOHC 24 válvulas 6G72 MIVEC y control de inducción variable (MVIM) de 2972 cm³ (3 L; 181,4 plg³) con 210 HP (213 CV; 157 kW).[9]

## Cuarta generación (2005–2011)

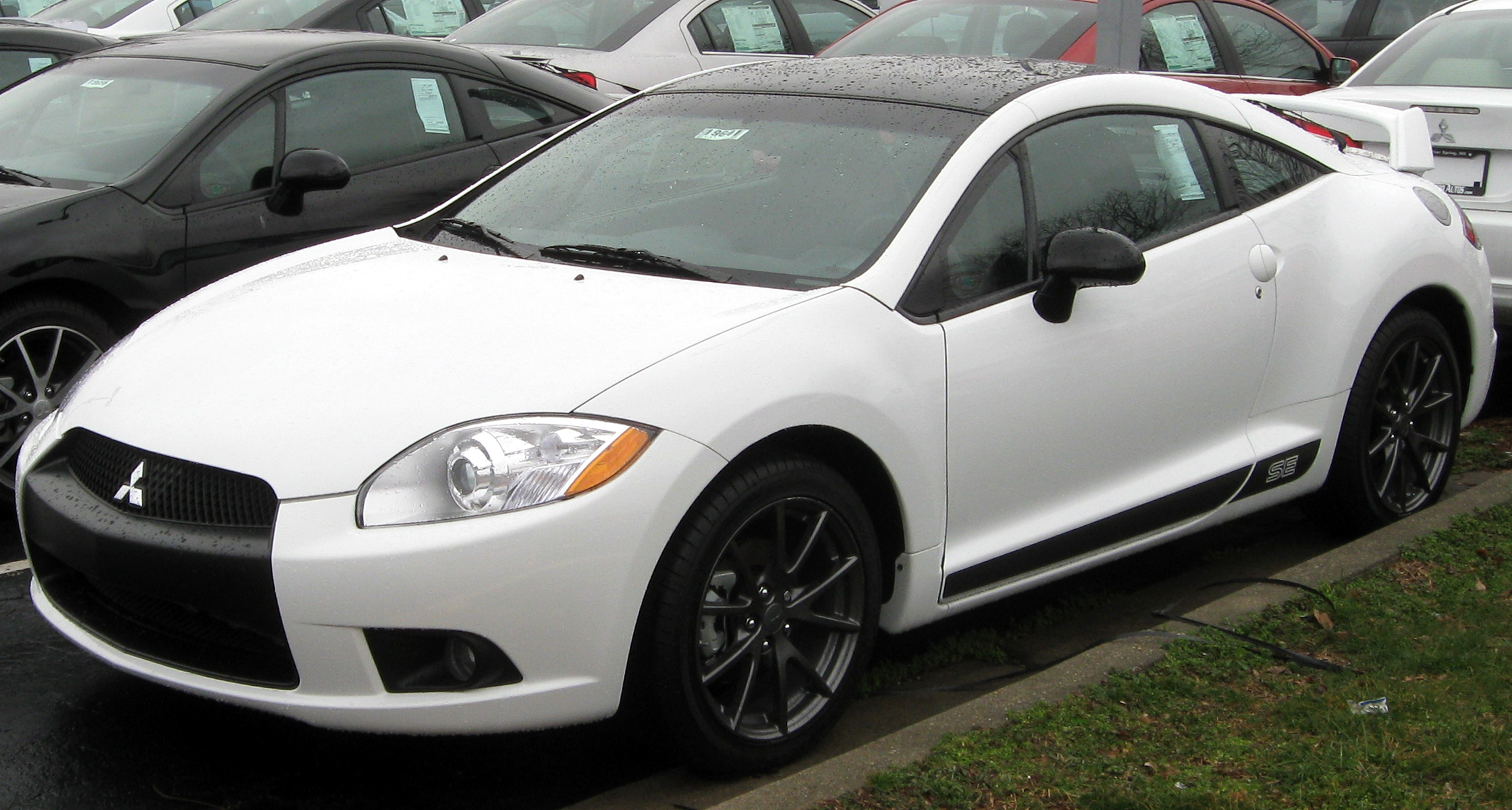
Modelo 2012 en Silver Spring (Maryland)

### Niveles de equipamiento
Estaba disponible en cuatro niveles de equipamiento: GS, GS Spyder, GT y GT Spyder. Su exterior fue rediseñado en 2009.
Eclipse GS: modelo base con tracción total equipado con un cuatro cilindros SOHC 16 válvulas MIVEC 4G69 de 2378 cm³ (2,4 L; 145,1 plg³) con 162 HP (164 CV; 121 kW).
Eclipse GT: modelo con tracción delantera equipado con un V6 SOHC 24 válvulas 6G75 de 3828 cm³ (3,8 L; 233,6 plg³) con 263 HP (267 CV; 196 kW). Los modelos 2009 desarrollaban 265 HP (269 CV; 198 kW).
A finales de agosto de 2011 y ya como modelo 2012, el último ejemplar fue fabricado y, subsecuentemente, subastado para obras de caridad.

## En la cultura popular
En la película de 2001 "The Fast and the Furious", aparece un GS de 1995 con Brian O'Conner al volante.
En la película 2 Fast 2 Furious, aparece un Spyder GTS de 2003 con Roman Pearce al volante.
También ha aparecido en varias series de franquicias de videojuegos de carreras, tales como: Need for Speed, Forza, Gran Turismo, Midnight Club, Asphalt, Grand Theft Auto, entre otros.